# In questo mondo di ladri (album)
In questo mondo di ladri è l'undicesimo album di Antonello Venditti, pubblicato nel settembre del 1988.
I brani Ricordati di me e Ma che bella giornata di sole sono stati arrangiati da Alessandro Centofanti, Marco Rinalduzzi, Fabio Pignatelli.

## Tracce
Testi e musiche di Antonello Venditti, eccetto dove indicato.
1. Ricordati di me – 5:19
2. Miraggi – 5:26
3. Correndo correndo – 4:10
4. Mitico amore – 5:23 (Venditti, Marco Colucci)
5. In questo mondo di ladri – 4:50
6. Il compleanno di Cristina – 5:24
7. 21 modi per dirti ti amo – 5:06 (Venditti, Danilo Cherni, Maurizio Perfetto)
8. Ma che bella giornata di sole – 4:44

Durata totale: 40:22

## Formazione
- Antonello Venditti – voce
- Fabio Pignatelli, Adriano Lo Giudice – basso
- Derek Wilson – batteria
- Alessandro Centofanti – pianoforte, organo Hammond e tastiera
- Sergio Quarta, Carlo Verdone – percussioni
- Marco Rinalduzzi, Maurizio Perfetto – chitarra elettrica
- Marco Colucci, Danilo Cherni – tastiera
- Amedeo Bianchi – sax
- The Mint Juleps – cori

## Classifiche
| Classifica (1988) | Posizione massima |
| ----------------- | ----------------- |
| Italia            | 1                 |

### Classifiche di fine anno
| Classifica (1988) | Posizione |
| ----------------- | --------- |
| Italia            | 2         |
| Classifica (1989) | Posizione |
| Italia            | 3         |